# Колхіда
42°16′00″ пн. ш. 42°00′00″ сх. д. / 42.26666667° пн. ш. 42° сх. д.

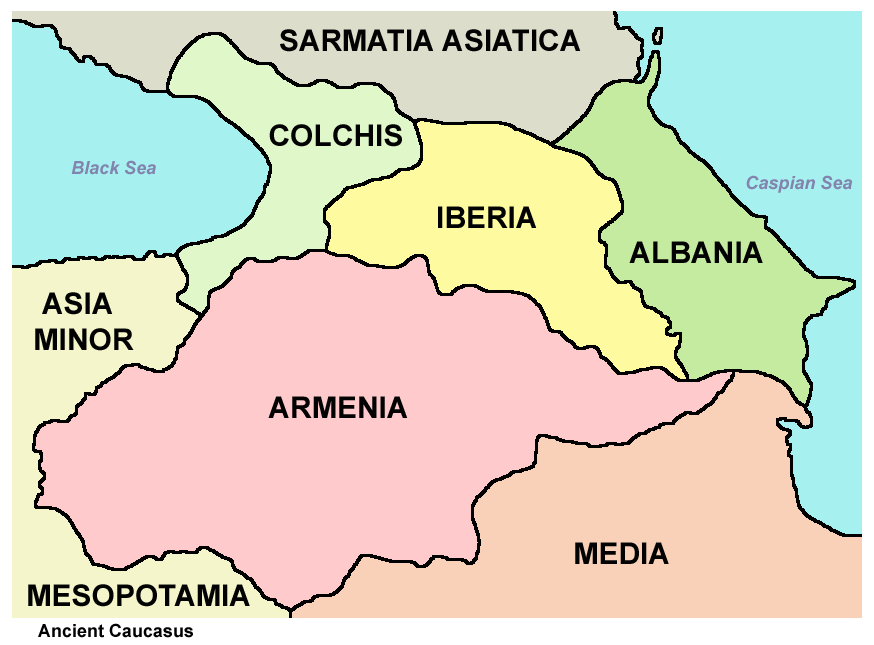

Колхіда — старогрецька назва Західної Грузії (Егрисі). Вперше про нього згадують у середині I тисячоліття до н. е. грецькі автори Піндар і Есхіл, воно також фігурує в міфі про золоте руно.
В 6 столітті до н. е. виникли грецькі колонії Фасіс і Діоскуріада. В 6—2 століттях Колхидське царство. Офіційна грузинська історіографія вважає, що населення Колхиди середини I тис. до н. е. було високорозвиненим, поліси були засновані не греками, а місцевим населенням, а грецький вплив обмежений винятково імпортом.